# Rabobank Polska
Rabobank Polska S.A. (d. Bank Rolno-Przemysłowy S.A., Rabo-BRP Bank Polska S.A.) – bank komercyjny z siedzibą w Warszawie, działający w latach 1991–2014, wchłonięty następnie przez Bank Gospodarki Żywnościowej. W Polsce zajmował się głównie świadczeniem usług finansowych firmom działającym w branżach związanych z żywnością i działalnością rolniczą.

## Historia

### Przejęcie przez Rabobank
W 1996 przejęty przez Rabobank, a jego prezesem został Dariusz Ledworowski. Rabobank Polska należał w całości do Rabobank Group, zajmującej się bankowością korporacyjną oraz inwestycyjną obejmującej 143 oddziały w 34 krajach. Bank specjalizował się w obsłudze bankowej branży rolno-spożywczej. Nie prowadził własnej sieci placówek bankowych, a obsługa kasowa klientów banku realizowana była za pośrednictwem Wielkopolskiego Banku Kredytowego (później Banku Zachodniego WBK).
W 2008 bank przejął pakiet większościowy BGŻ.
W 2009 Dariusza Ledworowskiego na stanowisku prezesa zastąpił Jerzy Szugajew.
30 maja 2014 walne zgromadzenia akcjonariuszy BGŻ oraz Rabobank Polska podjęły uchwały o połączeniu obu instytucji. 18 czerwca 2014 Krajowy Rejestr Sądowy zarejestrował połączenie banków. Od tego dnia BGŻ wstąpił w prawa i obowiązki Rabobank Polska. Oba banki stały się jednym podmiotem i działały pod jedną nazwą oraz logo – Bank BGŻ SA.